# Myiagra cyanoleuca
El monarca satinado (Myiagra cyanoleuca) es una especie de ave paseriforme de la familia Monarchidae propia del este de Australia, el norte de Nueva Guinea y los archipiélagos Bismark, D’Entrecasteaux y de las Luisiadas. Su hábitat natural son los bosques templados y los bosques húmedos tropicales y subtropicales de poca altitud.